# Staustufe Schweinfurt

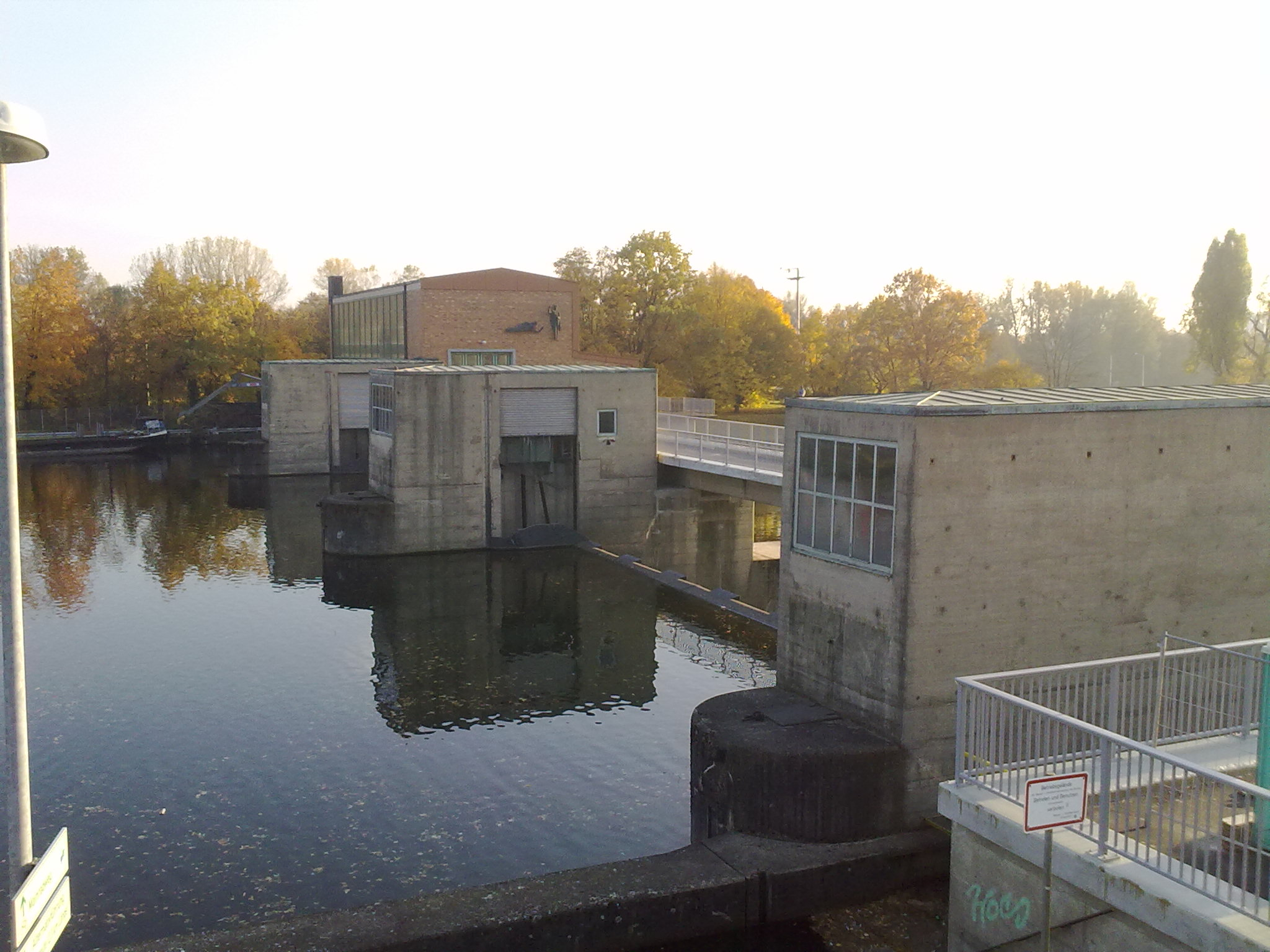
Main mit Staustufe Schweinfurt

Die Staustufe Schweinfurt ist eine Staustufe des Mains bei Stromkilometer 332 im Stadtgebiet der kreisfreien Stadt Schweinfurt. Sie bildet mit der Schleuse Schweinfurt und dem Laufwasserkraftwerk Schweinfurt eine funktionale Einheit. Staustufe, Schleuse mit Kanal, Kraftwerk und Mainbrücke wurden Anfang der 1960er Jahre anstelle der ebenfalls sehr komplexen Vorgängeranlage errichtet. Diese entsprach nicht mehr den Anforderungen der im Aufbau befindlichen Großschifffahrtsstraße, einem Jahrtausendprojekt, das seit 1992 die Nordsee mit dem Schwarzen Meer als Europakanal verbindet.
Der Main (Hauptarm) ist bei Schweinfurt Teil eines größeren Gewässerkomplexes, der hier trichterförmig zusammenläuft, mit hoher Beanspruchung durch Hochwasser und Eisgang. Hier befinden und befanden sich seit dem Mittelalter zahlreiche Wehre, Kanäle, Deiche und Brücken, die abgebrochen, beschädigt, neu errichtet oder umgebaut wurden.

## Geschichte

### Mittelalter

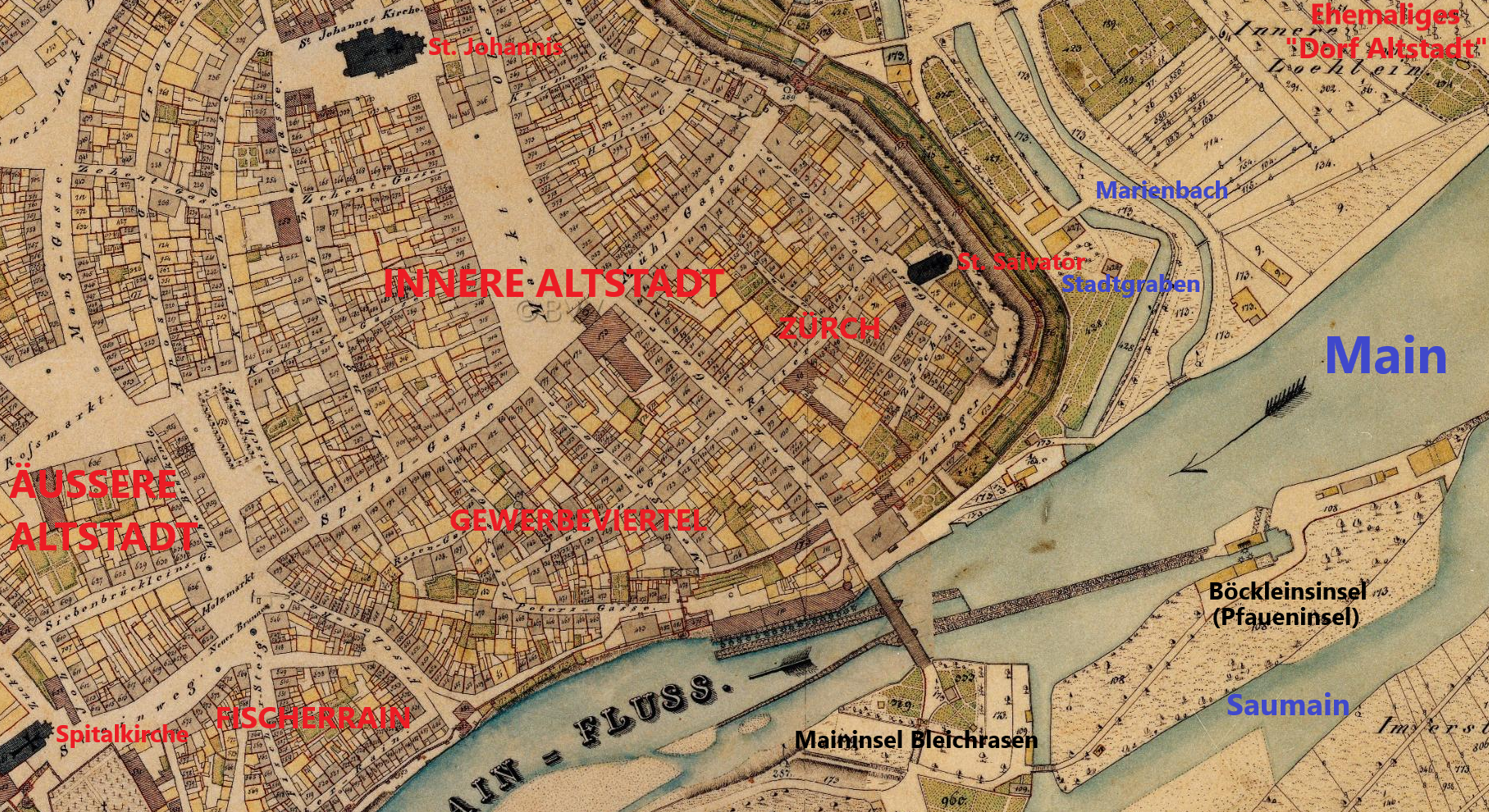
Main mit Molen und Wehren. Bayerische Uraufnahme 1808–1864

Im Jahre 1397 erteilte König Wenzel der Reichsstadt Schweinfurt wertvolle Privilegien zur Nutzung des Mains. Es wurden daraufhin Mühlen, Molen und Wehre errichtet.

### Nadelwehr

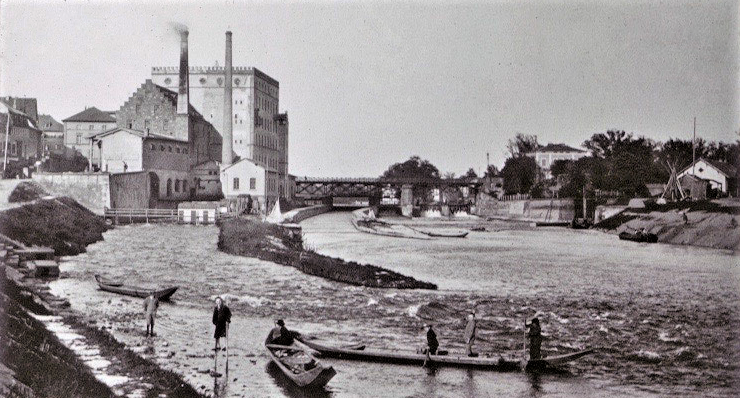
Nadelwehr mit drei Wehrfeldern (Bildmitte) unter der Maxbrücke. Foto von 1895

Vor 1903 befand sich unter der Maxbrücke, die 600 Meter flussaufwärts der heutigen Staustufe liegt, ein Nadelwehr mit drei Wehrfeldern.

### Walzenwehre
Von 1903 bis 1963 befand sich an der Stelle des vorherigen (historischen) Holz-Nadelwehres im Hauptarm das zweite stählerne Walzenwehr der Welt von MAN. Diese Technik wurde von Max Carstanjen für das Schweinfurter Wehr entwickelt, und zuerst als sog. Grundablass als Wehr zum sog. Saumain (einem Nebenarm) hin mit einer Breite von ca. 10 m realisiert. Dieser ist bis heute in Betrieb. Das zweite Walzenwehr der Welt wurde in einer Breite von ca. 35 m als Ersatz für das Nadelwehr im Hauptarm eingebaut und 1963 wieder demontiert. Der Antriebsmechanismus, mit der Aufzugsvorrichtung und dem zugehörigen Walzenteil, wurden an der Gutermann-Promenade ca. 200 m flussabwärts des ursprünglichen Standortes und ca. 200 m oberhalb der heutigen Staustufe, als Industrie-Denkmal aufgestellt.
Der Grundablass zwischen der Maininsel Bleichrasen und der Böckleinsinsel (oberhalb der Maxbrücke) wurde bereits 1902 errichtet (Lage siehe: untere Karte, in Mitte). Er ist bis heute zum Aufstau des Main-Hauptarms im Betrieb. Der Begriff „Prototyp“ dafür ist aber insofern irreführend, als dass er von Anfang an bis heute tatsächlich in Benutzung ist und zum einen verhindert, dass der Hauptarm leerläuft und zum anderen bei Hochwasser über den Nebenarm (Saumain) eine zusätzliche Abflussmöglichkeit bietet.

Walzenwehre
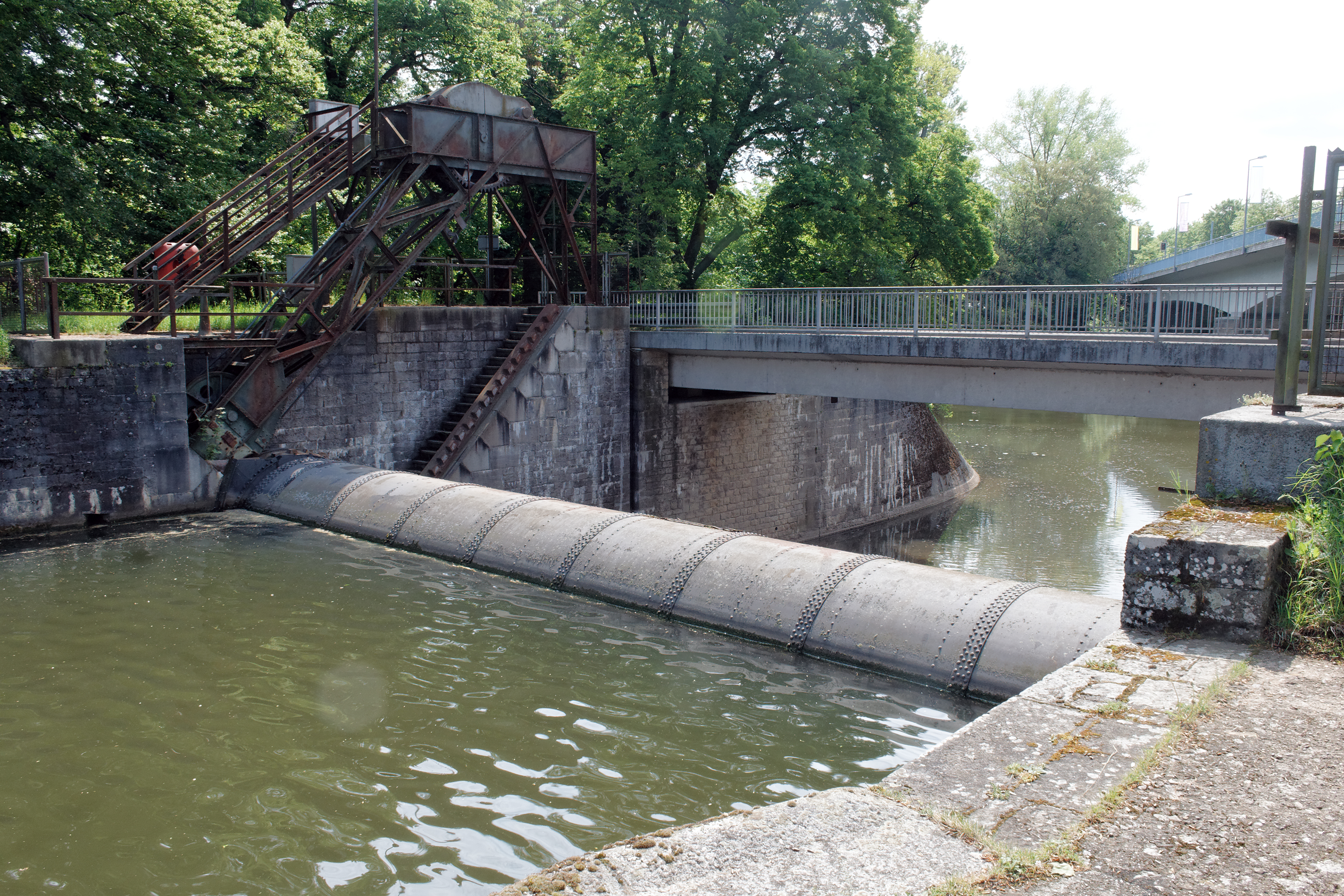
Grundablass-Walzenwehr von 1902 (bis heute in Betrieb), erstes Walzenwehr der Welt, zum zweiten Main-Nebenarm (sog. Saumain) an der Böckleinsinsel
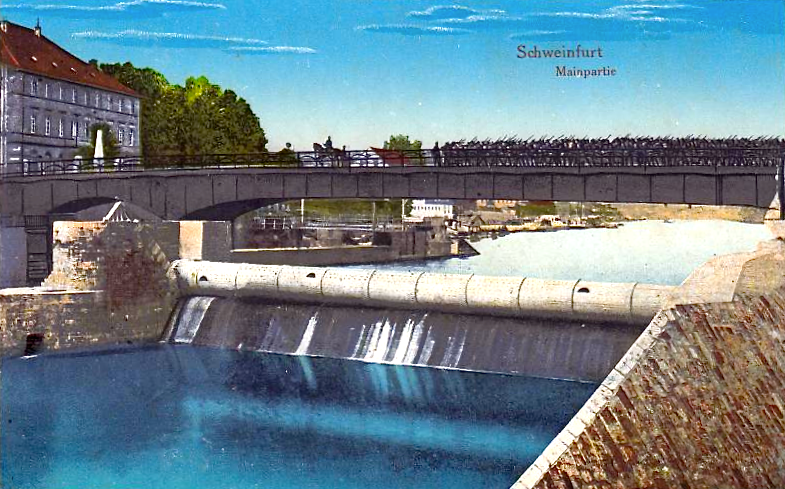
Zweites Walzenwehr der Welt von 1903 im Hauptarm von MAN (1963 abgebrochen), im Ersten Weltkrieg, mit Soldaten auf der Maxbrücke
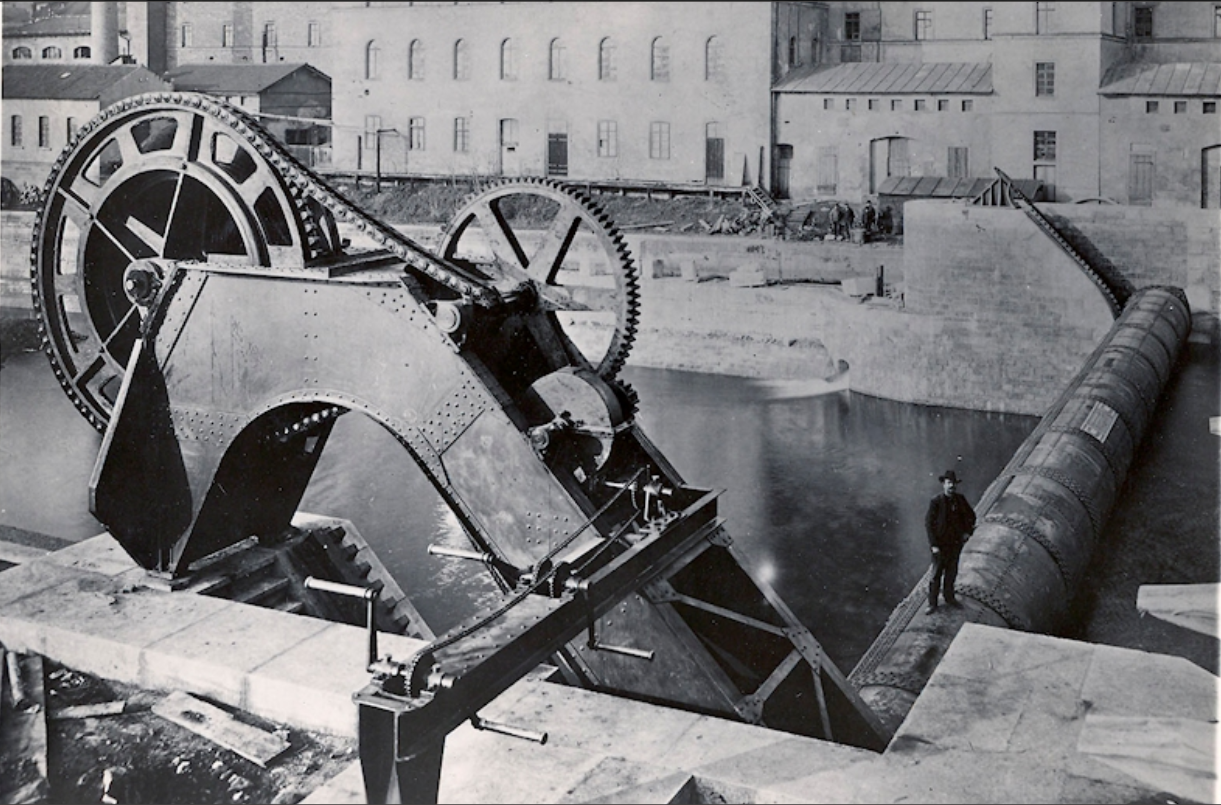
Aufzugsvorrichtung des Walzenwehrs im Hauptarm im Jahre 1903 am Ende der Bauarbeiten
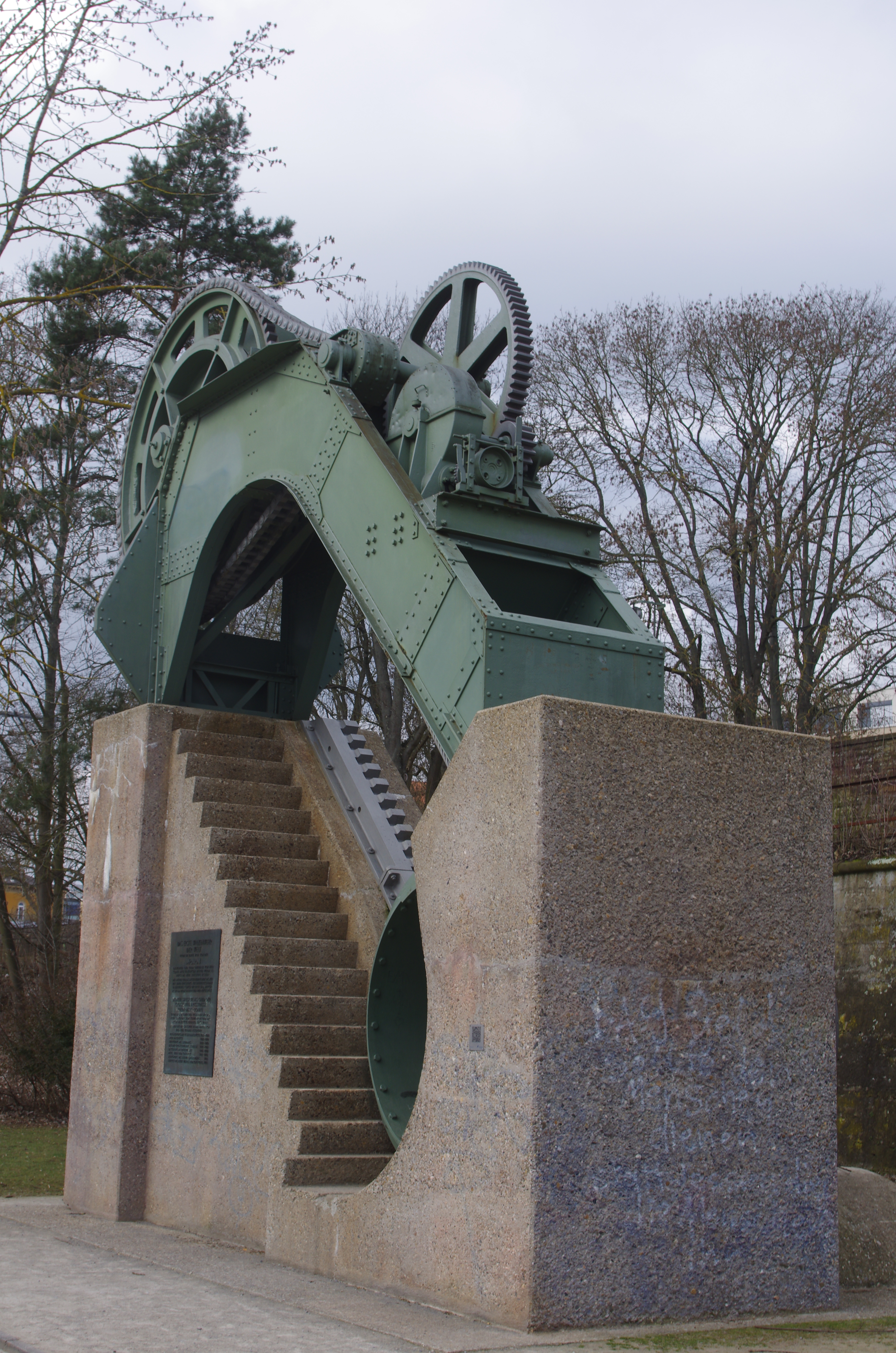
Denkmal von 1965 mit Aufzugsvorrichtung an der Gutermann-Promenade

Siehe auch: Denkmäler und Brunnen in Schweinfurt, Industrie-Denkmäler

## Heutige Anlage

### Lage
Die Staustufe liegt an der Schweinfurter Innenstadt, unmittelbar am Bahnhaltepunkt Schweinfurt Mitte. Einen Kilometer oberhalb der Staustufe zweigt der Saumain vom Main ab und mündet einen halben Kilometer unterhalb der Staustufe wieder in den Main.

Gewässerkomplex östlich der Schweinfurter Innenstadt
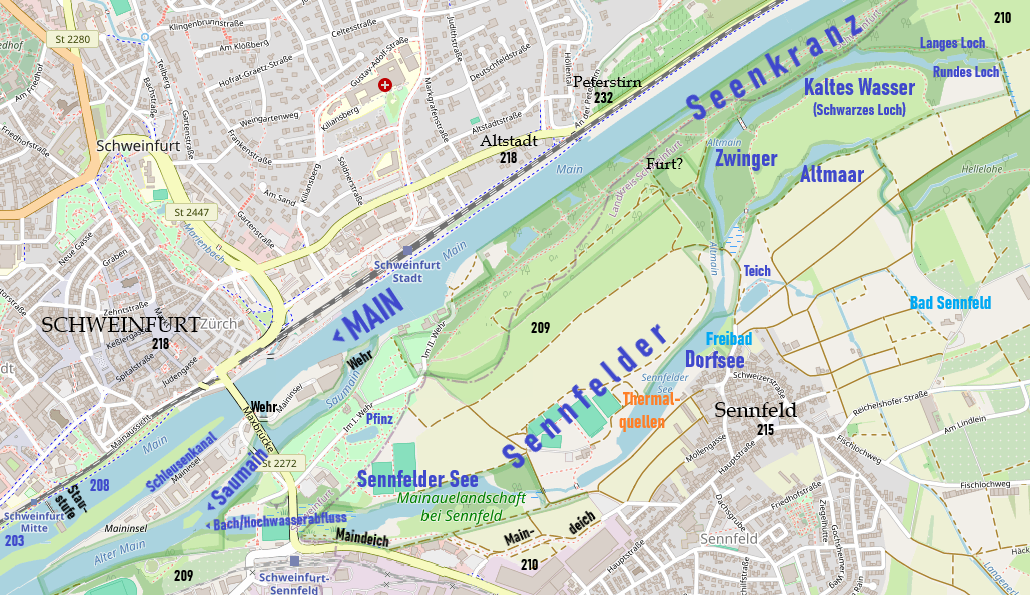
Staustufe (links unten), Schleuse im Schleusenkanal und zwei weitere Wehre stauen den Main-Hauptarm auf. Der Saumain dient der Staustufe als Notablauf. Bei sehr großen Hochwassern wird zudem der Sennfelder Seenkranz durchströmt und wieder, wie in historischer Zeit, zu einem weiteren Nebenarm des Mains. Der Maindeich (unten) schützt die südlichen Gebiete (Hafen-Ost, Sennfeld-West) vor Überschwemmungen.

### Staustufe

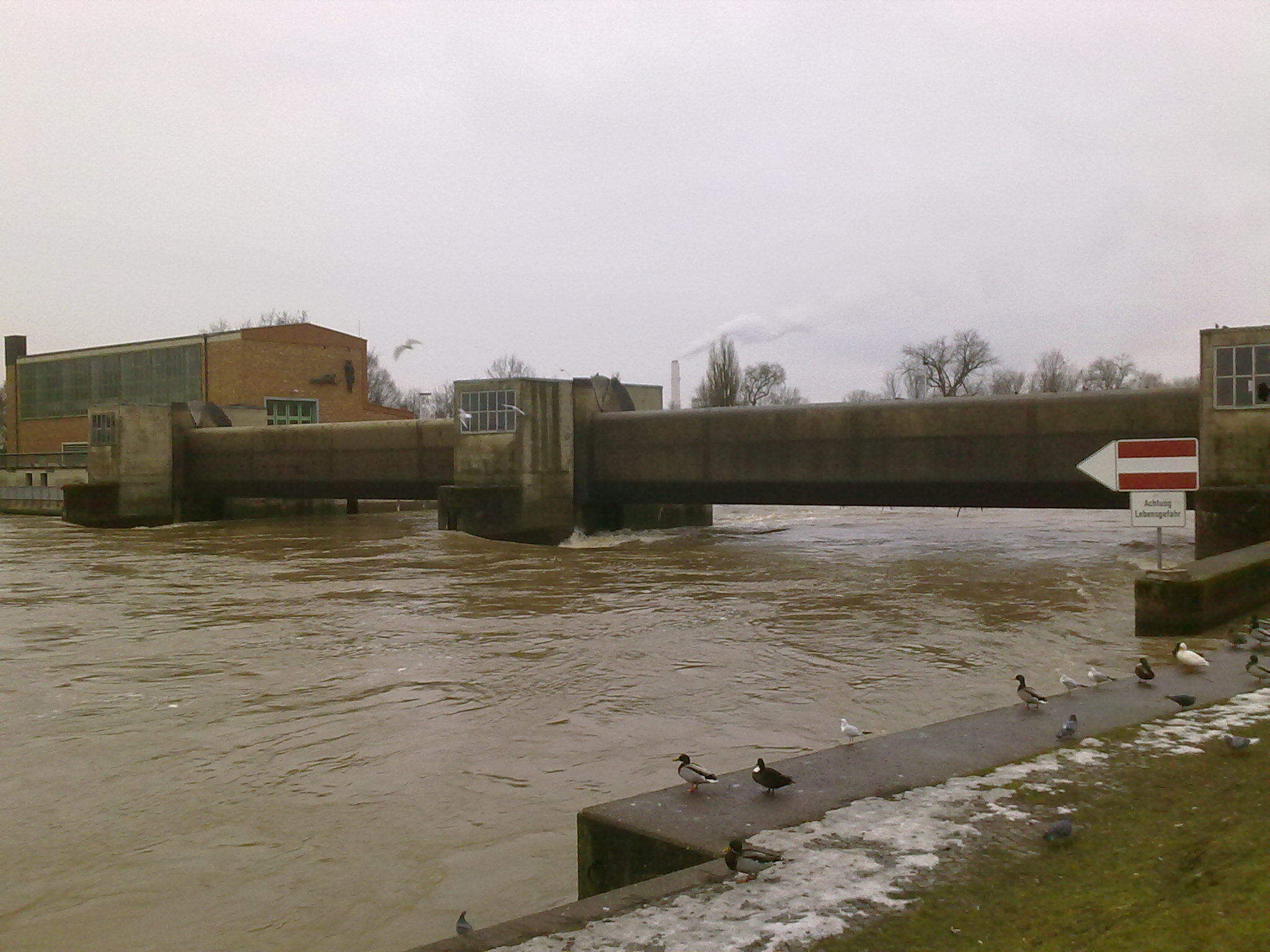
Wehrfelder mit angehobenem Wehrbalken. Links Maschinenhaus vom Laufwasserkraftwerk Schweinfurt

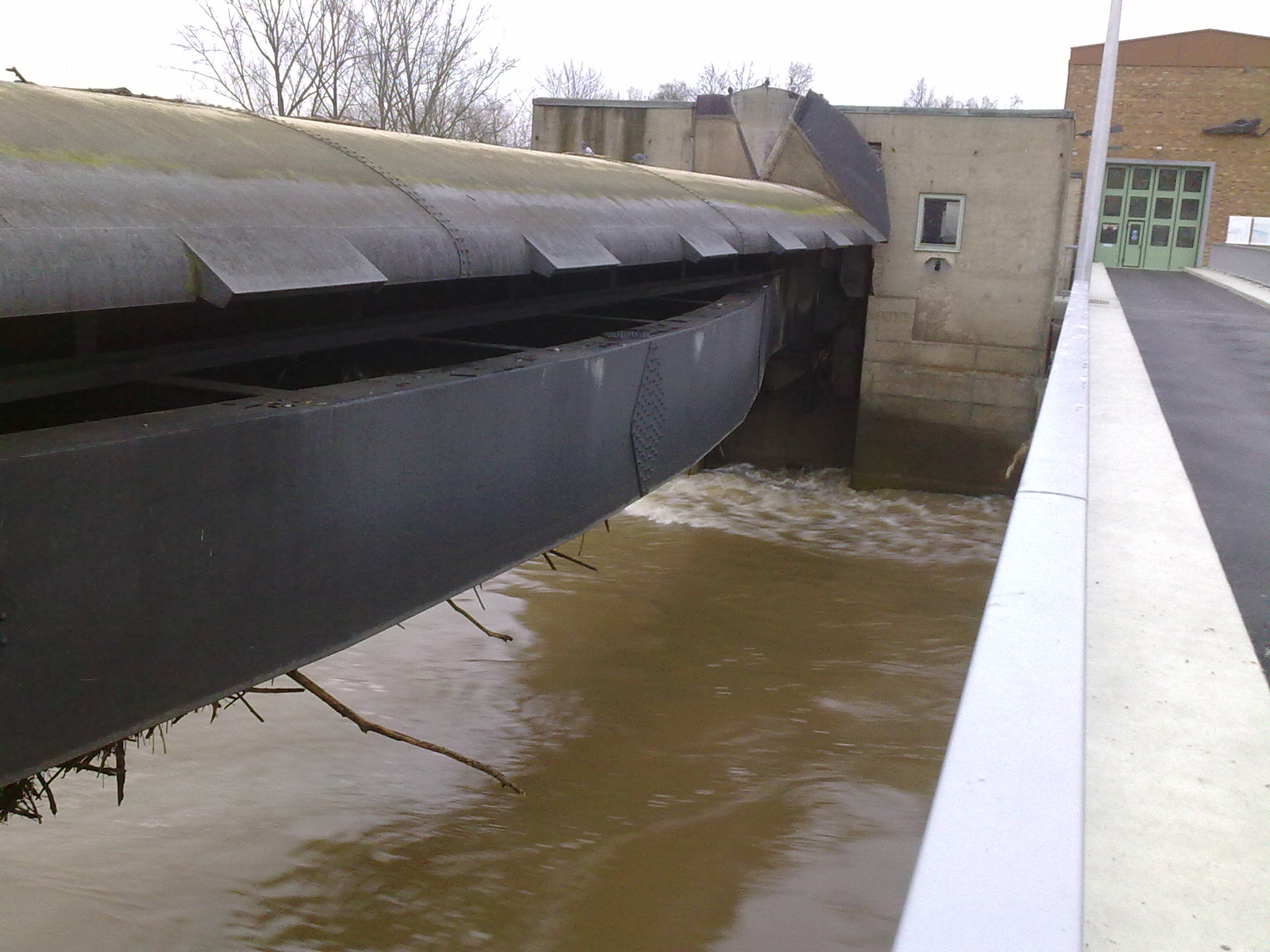
Angehobener Wehrbalken

Die Staustufe entstand im Zuge des Ausbaus des Mains zur Großschifffahrtsstraße (Bundeswasserstraße) im Abschnitt von Schweinfurt bis Bamberg. Dieser Abschnitt wurde 1962 dem Verkehr übergeben.
Die Wehranlage besteht aus einem Staubalkenwehr mit zwei Wehrfeldern, mit einer lichten Weite von jeweils ca. 30 Metern. Stauziel für Normalstau ist 207,67 m ü. NHN. Der Stauraum der Staustufe erstreckt sich über 13,226 Kilometer Länge bis zur Staustufe Ottendorf. Der Saumain dient bei Hochwasser als Notablauf.
Ein nicht öffentlich begehbarer Wehrsteg überquert das Wehr und läuft weiter, am Maschinenhaus entlang, zur Schleuseninsel.

### Laufwasserkraftwerk
Das Laufwasserkraftwerk Schweinfurt bildet mit der Staustufe Schweinfurt eine funktionale und bauliche Einheit und wurde zusammen mit ihr errichtet. Das Maschinenhaus des Laufwasserkraftwerkes liegt linksseitig der Staustufe im Main. Es besitzt zwei Kaplanturbinen.

## Schleuse Schweinfurt

### Geschichte

#### Schleuse am Nadelwehr
Von 1836 bis 1839 wurde linksseitig zum Nadelwehr ein diagonal verlaufender, kurzer Kanal mit einer Kammerschleuse angelegt. Die Zufahrt zur Schleuse ist rechts vom Nadelwehr auf obigem Foto erkennbar (siehe: Nadelwehre).

#### Koppelschleuse am Walzenwehr
Linksseitig zum Walzenwehr befand sich der Vorgänger des heutigen Schleusenkanals mit einer Koppelschleuse, mit zwei Schleusenkammern. Sie wurde durch die heutige, größere, etwas flussabwärts gelegene Schleuse mit nur einer Schleusenkammer (moderne Bauweise) ersetzt.

Koppelschleuse
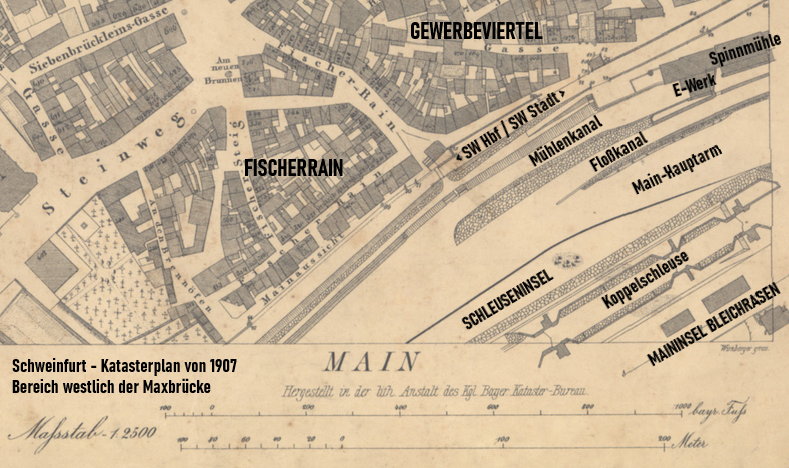
Katasterplan von 1907 mit Koppelschleuse
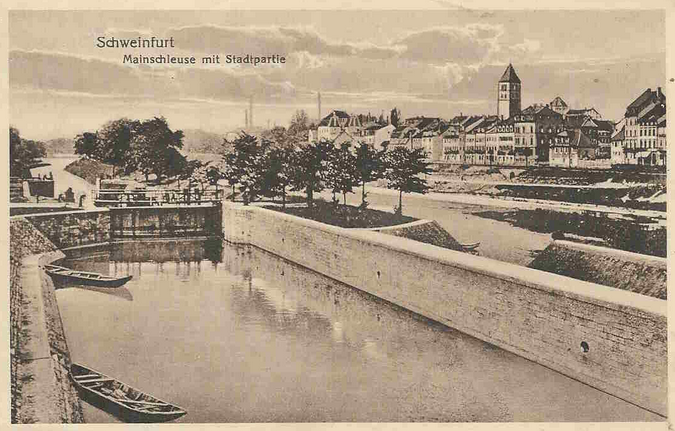
Koppelschleuse mit Schleusenkanal und Main (rechts) 1927
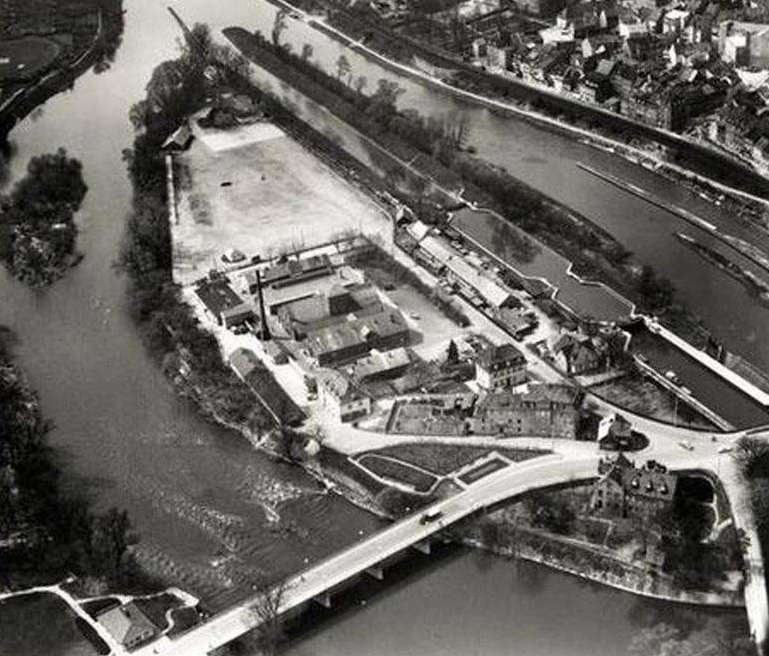
Maininsel Bleichrasen mit Schleusenanlage, vmtl. in den 1930er Jahren

### Heutige Schleuse

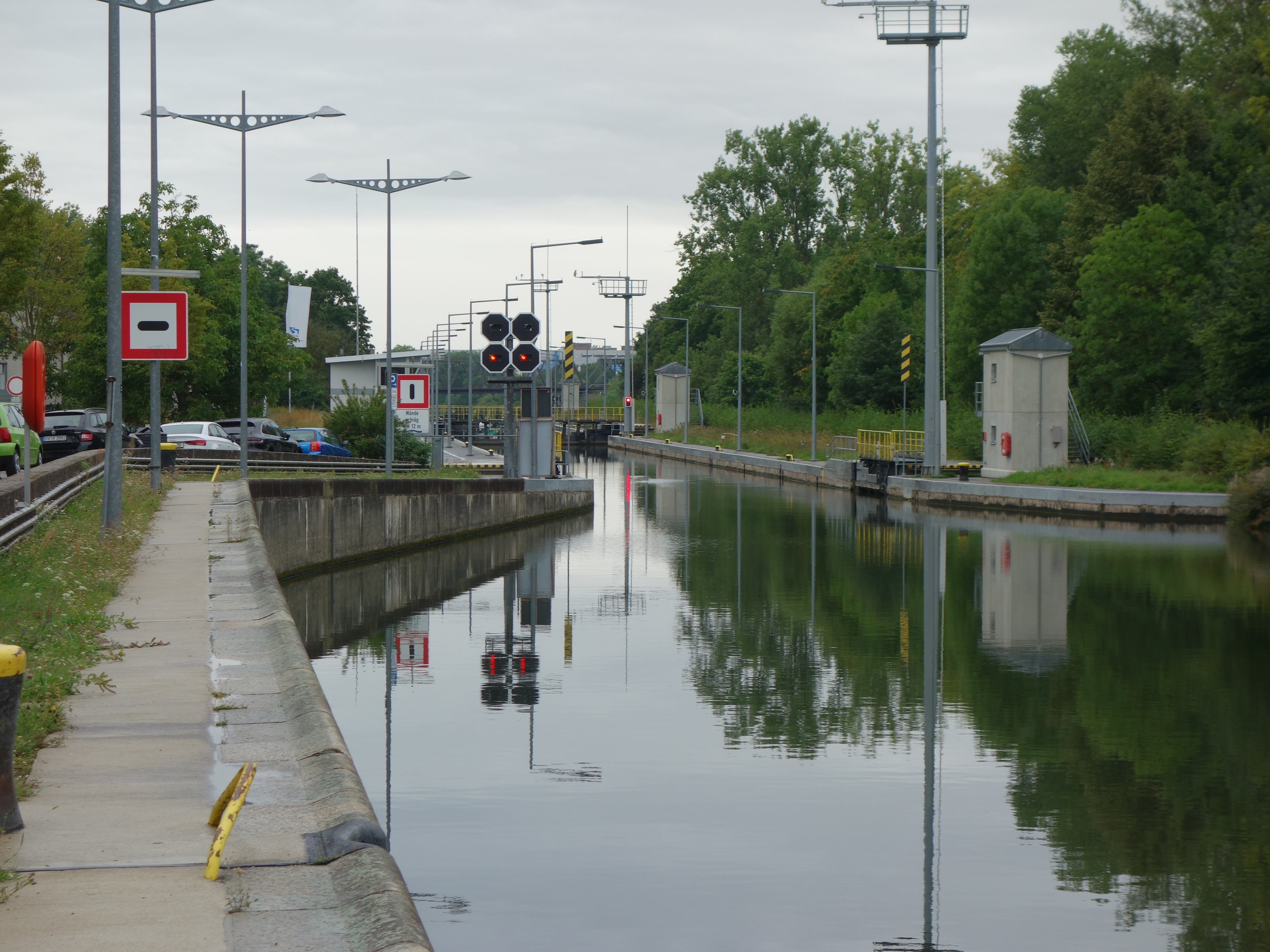
Schleuse mit Oberwasser

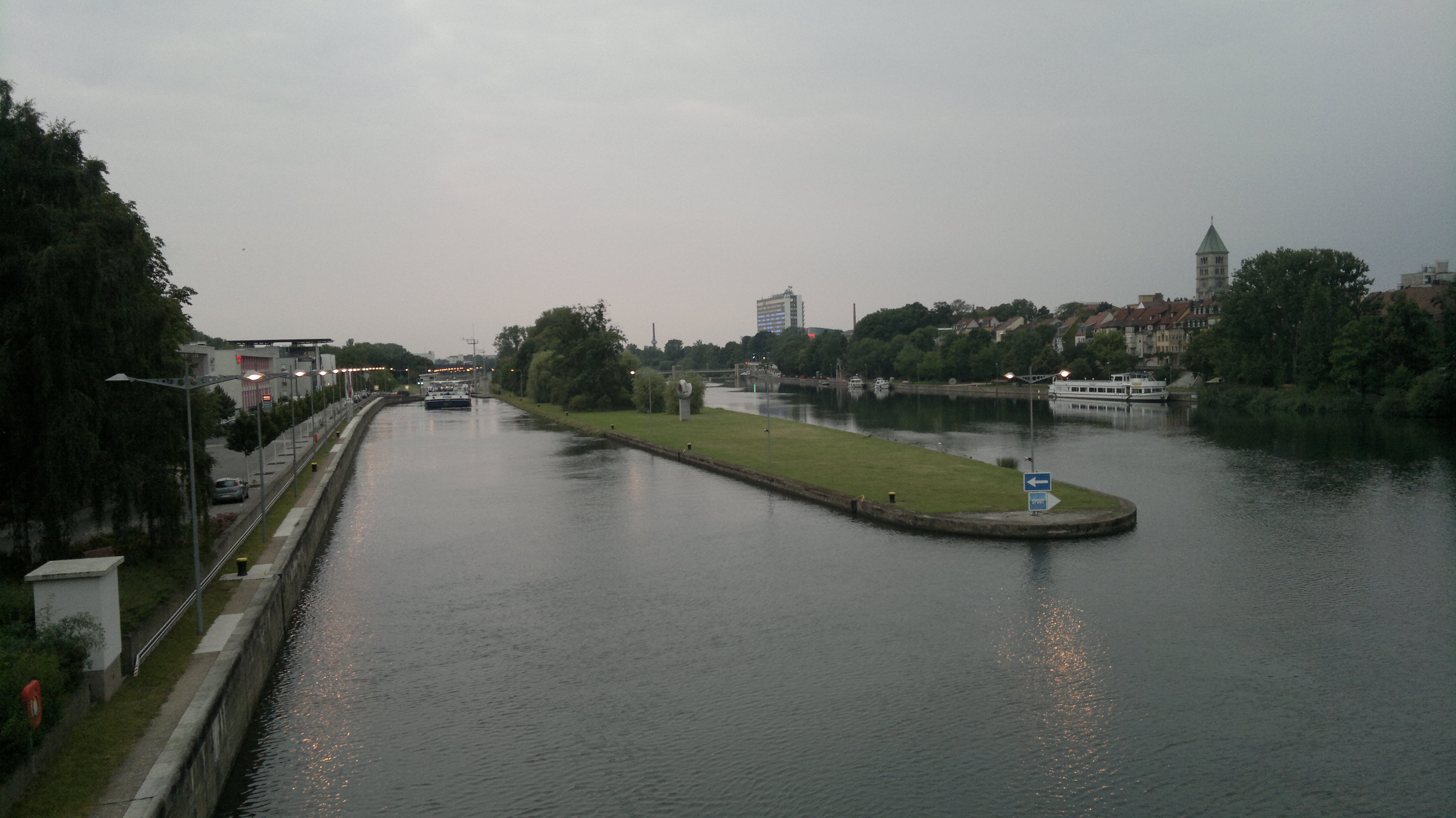
Schleusenkanal mit Oberwasser, mit ausfahrendem Schiff

Die Schleuse Schweinfurt entstand zusammen mit der heutigen Staustufe und wurde 1962 dem Verkehr übergeben. Der Schleusenkanal mit der Schleuse liegt linksseitig zur Staustufe, zwischen Main und Saumain. Das Unterwasser des Schleusenkanals verbindet sich nach etwa 400 Metern wieder mit den Unterwassern von Main und Saumain.
Die Einzelschleuse liegt bei Stromkilometer 332,04 und hat eine nutzbare Länge von 300,60 m und eine Nutzbreite von 12 m. Das Niveau des Oberwassers liegt bei 207,67 m ü. NHN, das des Unterwassers bei 203. Die Bedienung erfolgt ferngesteuert aus der Leitzentrale in Volkach.
Nördlich der Schleuse verläuft über die Schleuseninsel eine Freihaltetrasse für eine zweite, parallele Schleuse, für einen möglichen Ausbau der Einzelschleuse zur Doppelschleuse.

### Bootsschleuse
Rechtsseitig zur Staustufe wurde eine Bootsschleuse errichtet. Sie ist ca. 3 m breit und einschließlich Ein- und Ausfahrt 50 m lang.